# Xarxa neuronal (biologia)

Micrografia confocal animada, que mostra interconnexions de neurones espinoses mitjanes a l'estriat del ratolí

Una xarxa neuronal, també anomenada xarxa neural, és una població interconnectada de neurones (normalment conté múltiples circuits neuronals). Les xarxes neuronals biològiques s'estudien per entendre l'organització i el funcionament del sistema nerviós.
Molt relacionades hi ha les xarxes neuronals artificials, models d'aprenentatge automàtic inspirats en xarxes neuronals biològiques. Consten de neurones artificials, que són funcions matemàtiques dissenyades per ser anàlogues als mecanismes utilitzats pels circuits neuronals.

## Visió general
Una xarxa neuronal biològica està formada per un grup de neurones connectades químicament o associades funcionalment. Una sola neurona pot estar connectada a moltes altres neurones i el nombre total de neurones i connexions en una xarxa pot ser extens. Les connexions, anomenades sinapsis, es formen generalment d'axons a dendrites, tot i que són possibles les sinapsis dendrodendrítiques i altres connexions. A part de la senyalització elèctrica, hi ha altres formes de senyalització que sorgeixen de la difusió de neurotransmissors.
La intel·ligència artificial, el modelatge cognitiu i les xarxes neuronals artificials són paradigmes de processament de la informació inspirats en com els sistemes neuronals biològics processen les dades. La intel·ligència artificial i el modelatge cognitiu intenten simular algunes propietats de les xarxes neuronals biològiques. En l'àmbit de la intel·ligència artificial, les xarxes neuronals artificials s'han aplicat amb èxit al reconeixement de la veu, l'anàlisi d'imatges i el control adaptatiu, per tal de construir agents de programari (en ordinadors i videojocs) o robots autònoms.
La teoria de les xarxes neuronals ha servit per identificar millor com funcionen les neurones del cervell i proporcionar la base per als esforços per crear intel·ligència artificial.

## Història
La base teòrica preliminar per a les xarxes neuronals contemporànies va ser proposada de manera independent per Alexander Bain (1873) i William James (1890). En el seu treball, tant els pensaments com l'activitat corporal van resultar de les interaccions entre les neurones del cervell.

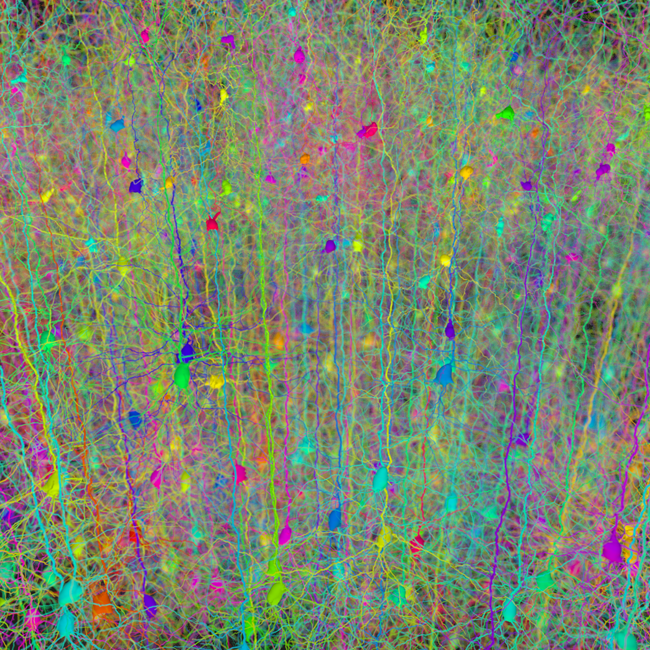
Simulació per ordinador de l'arquitectura de ramificació de les dendrites de les neurones piramidals

Per a Bain, cada activitat va provocar l'activació d'un determinat conjunt de neurones. Quan es repetien les activitats, les connexions entre aquestes neurones es van reforçar. Segons la seva teoria, aquesta repetició va ser la que va conduir a la formació de la memòria. La comunitat científica general de l'època era escèptica amb la teoria de Bain perquè requeria el que semblava ser un nombre desmesurat de connexions neuronals dins del cervell. Ara és evident que el cervell és extremadament complex i que el mateix "cablejat" cerebral pot gestionar múltiples problemes i entrades.
La teoria de James era semblant a la de Bain; tanmateix, va suggerir que els records i les accions van ser el resultat de corrents elèctrics que fluïen entre les neurones del cervell. El seu model, centrant-se en el flux de corrents elèctrics, no requeria connexions neuronals individuals per a cada memòria o acció.
CS Sherrington (1898) va dur a terme experiments per provar la teoria de James. Va fer passar corrents elèctrics per les medul·les espinals de les rates. No obstant això, en lloc de demostrar un augment del corrent elèctric tal com va projectar James, Sherrington va trobar que la força del corrent elèctric va disminuir a mesura que les proves van continuar al llarg del temps. És important destacar que aquest treball va portar al descobriment del concepte d'habituació.
McCulloch i Pitts (1943) també van crear un model computacional per a xarxes neuronals basat en matemàtiques i algorismes. Van anomenar aquest model lògic llindar. Aquests primers models van obrir el camí perquè la investigació de xarxes neuronals es divideix en dos enfocaments diferents. Un enfocament es va centrar en els processos biològics del cervell i l'altre es va centrar en l'aplicació de xarxes neuronals a la intel·ligència artificial.
El processament distribuït en paral·lel de mitjans dels anys vuitanta es va popularitzar sota el nom de connexionisme. El text de Rumelhart i McClelland (1986) va oferir una exposició completa sobre l'ús del conexionisme en ordinadors per simular processos neuronals.
Les xarxes neuronals artificials, tal com s'utilitzen en la intel·ligència artificial, s'han vist tradicionalment com a models simplificats de processament neuronal al cervell, tot i que es discuteix la relació entre aquest model i l'arquitectura biològica del cervell, ja que no és clar fins a quin punt les xarxes neuronals artificials reflecteixen la funció cerebral.

## Neurociència
La neurociència teòrica i computacional és el camp relacionat amb l'anàlisi i la modelització computacional de sistemes neuronals biològics. Com que els sistemes neuronals estan íntimament relacionats amb els processos cognitius i el comportament, el camp està estretament relacionat amb el modelatge cognitiu i conductual.
L'objectiu del camp és crear models de sistemes neuronals biològics per tal d'entendre com funcionen els sistemes biològics. Per obtenir aquesta comprensió, els neurocientífics s'esforcen per establir un vincle entre els processos biològics observats (dades), els mecanismes biològicament plausibles per al processament i l'aprenentatge neuronal (models de xarxes neuronals) i la teoria (teoria de l'aprenentatge estadístic i teoria de la informació).

### Tipus de models
S'utilitzen molts models; definides a diferents nivells d'abstracció i modelant diferents aspectes dels sistemes neuronals. Van des de models del comportament a curt termini de les neurones individuals, passant per models de la dinàmica dels circuits neuronals derivats de les interaccions entre neurones individuals, fins a models de comportament que sorgeixen de mòduls neuronals abstractes que representen subsistemes complets. Aquests inclouen models de la plasticitat a llarg i curt termini dels sistemes neuronals i la seva relació amb l'aprenentatge i la memòria, des de la neurona individual fins al nivell del sistema.

### Connectivitat
L'agost de 2020, els científics van informar que les connexions bidireccionals, o les connexions de retroalimentació adequades afegides, poden accelerar i millorar la comunicació entre i en xarxes neuronals modulars de l'escorça cerebral del cervell i reduir el llindar per a la seva comunicació amb èxit. Van demostrar que afegir connexions de retroalimentació entre un parell de ressonància pot donar suport a la propagació reeixida d'un sol paquet de polsos a tota la xarxa. La connectivitat d'una xarxa neuronal prové de les seves estructures biològiques i sol ser un repte de mapejar experimentalment. Els científics van utilitzar una varietat d'eines estadístiques per inferir la connectivitat d'una xarxa basada en les activitats neuronals observades, és a dir, els trens de punta. Investigacions recents han demostrat que les connexions neuronals inferides estadísticament a les xarxes neuronals submostrejades es correlacionen fortament amb les covariàncies del tren de punta, proporcionant una visió més profunda de l'estructura dels circuits neuronals i les seves propietats computacionals.

## Millores recents
Tot i que inicialment la investigació s'havia preocupat principalment de les característiques elèctriques de les neurones, una part especialment important de la investigació dels darrers anys ha estat l'exploració del paper dels neuromoduladors com la dopamina, l'acetilcolina i la serotonina en el comportament i l'aprenentatge.
Els models biofísics, com la teoria BCM, han estat importants per entendre els mecanismes de plasticitat sinàptica i han tingut aplicacions tant en informàtica com en neurociència.